# Wulkan Barańskiego
Wulkan Barańskiego (ros. Вулкан Баранского) – czynny stratowulkan o wysokości 1132 m n.p.m., w azjatyckiej części Rosji na wyspie Iturup, należącej do archipelagu Wysp Kurylskich. Ostatnia i jak na razie jedyna zanotowana erupcja wulkanu miała miejsce w 1951 roku. Wulkan nazywany jest Wulkanem Barańskiego, używa się także samego sformułowania Barański, nazwy te pochodzą od nazwiska sowieckiego geografa Mikołaja Barańskiego.